# Rudolf Warzecha
Rudolf Warzecha (właśc. Stanisław Warzecha; imię zakonne Rudolf od Przebicia Serca św. Teresy; ur. 14 listopada 1919 w Bachowicach, zm. 27 lutego 1999 w Wadowicach) – polski zakonnik, karmelita bosy, ojciec duchowny Niższego Seminarium w Wadowicach, podprzeor klasztorów w Czernej, Wadowicach, Krakowie i Przemyślu oraz Sługa Boży Kościoła katolickiego.

## Życiorys

### Lata dzieciństwa
Stanisław Warzecha urodził się w rodzinie wielodzietnej jako syn Wojciecha i Stefanii z domu Momot. Miał sześcioro rodzeństwa: Marię, Franciszka, Stanisława (zmarł jako niemowlę), Józefa, Rozalię i Zofię. Jego ojciec należał do bardziej aktywnych gospodarzy we wsi (był dyrektorem miejscowej Kasy Stefczyka). 30 listopada 1919 został ochrzczony w kościele parafialnym św. Katarzyny w Spytkowicach. W dzieciństwie uczęszczał do szkoły podstawowej w Bachowicach, w której katechetą był ks. Franciszek Gołba i to on przygotował go do przyjęcia pierwszej komunii świętej. Gdy miał 13 lat, zmarła mu matka. Po jej śmierci opuścił dom rodzinny i zamieszkał 31 sierpnia 1932 w internacie Prywatnego Gimnazjum Karmelitów Bosych w Wadowicach (Niższe Seminarium), zostając przyjętym do klasy trzeciej, po wcześniejszym przystąpieniu do egzaminów z programu klasy pierwszej i drugiej. Ze wspomnień jego szkolnego kolegi wynika, że na początku miał pewne trudności w nauce, ale wkrótce je pokonał.

### Powołanie zakonne
Zetknął się wówczas z karmelitami bosymi, którzy prowadzili szkołę i pod wpływem których podjął drogę wyboru przyszłego życia zakonnego. Ponadto przeczytał wtedy Dzieje duszy św. Teresy od Dzieciątka Jezus OCD, które – jak twierdził pod koniec życia – ostatecznie zaważyły, że wybrał zakon karmelitański. Ukończywszy wraz z jedenastoma innymi uczniami piątą klasę, po wyrażeniu zgody 27 lipca 1935 przez kapitułę wadowicką, został przyjęty do ich zakonu. 9 sierpnia tegoż roku udał się z o. Augustynem Kozłowskim OCD na Jasną Górę, aby prosić Matkę Bożą o błogosławieństwo na drogę nowego życia, po czym rozpoczął nowicjat w klasztorze czerneńskim. 28 sierpnia 1935 po ośmiodniowych rekolekcjach przyjął z rąk przeora klasztoru w Czernej o. Alfonsa Marii Mazurka OCD, późniejszego błogosławionego habit zakonny, obierając imię zakonne Rudolf od Przebicia Serca św. Teresy. Po roku nowicjatu, 29 sierpnia 1936 przed ołtarzem Matki Bożej Szkaplerznej złożył pierwsze śluby zakonne na ręce prowincjała o. Franciszka od Nawiedzenia NMP Kozickiego OCD.
10 września wrócił do klasztoru w Wadowicach, aby przed rozpoczęciem studiów filozoficznych ukończyć szkołę średnią i zdać egzamin dojrzałości 25 maja 1938. Po maturze rozpoczął studia filozoficzne w Wadowicach, a następnie kontynuował je w Czernej (już po wybuchu II wojny światowej). We wrześniu 1941, w czasie rocznych rekolekcji, które głosił kapucyn o. Konstantyn OFMCap., zaczął prowadzić notatnik duchowy. 18 stycznia 1942 otrzymał święcenia subdiakonatu u bonifratrów w Krakowie. W maju 1943 definitorium prowincjalne postanowiło, że z czterech studentów trzeciego roku teologii, diakonat otrzyma tylko dwóch: br. Otto Filek i br. Rudolf. Święcenia diakonatu, poprzedzone rekolekcjami, otrzymał 29 czerwca 1943 w Krakowie. Święcenia kapłańskie przyjął 24 czerwca 1944, rankiem, w kościele czerneńskim z rąk bp. Stanisława Rosponda. Następnego dnia odprawił mszę świętą prymicyjną w klasztorze krakowskim, a 9 lipca w Czernej.
Po święceniach o. Rudolf został pomocnikiem magistra nowicjuszy w Czernej. 24 sierpnia 1944 był świadkiem męczeńskiej śmierci w Czernej swojego współbrata Jerzego Franciszka Powiertowskiego OCD, kandydata na ołtarze w tzw. procesie pelplińskim, zamordowanego przez Niemców. Przez prawie pięćdziesiąt lat pełnił różne obowiązki wychowawcy młodzieży zakonnej – z krótką przerwą (1951–1952 i 1953–1954), w paru klasztorach, w większości przypadków łącząc te obowiązki z urzędem podprzeora klasztoru:
- Czerna – socjusz (1944–1946) i mistrz nowicjatu (1972–1981);
- Wadowice – mistrz kleryków (1946–1948), mistrz nowicjatu (1952–1953) i ojciec duchowny Niższego Seminarium (1966–1972 i 1981–1993);
- Kraków – magister studentów teologii (1948–1951 i 1954–1966).

Ponadto w latach 1951–1952 był podprzeorem klasztoru w Przemyślu, w 1953 przez kilka miesięcy przebywał w klasztorze w Kluszkowcach, a następnie w Warszawie. Był najbardziej doświadczonym wychowawcą w dziejach odrodzonej prowincji polskiej, jak również w całych dziejach prowincji polskiej. Jeden z jego wychowanków tak go później scharakteryzował:

Z całą pewnością był magistrem wymagającym. Nie cofał się przed częstym pouczaniem i upominaniem, jednak zawsze bez okazywania emocji, choć nieraz miałby słuszne powody, aby się zdenerwować. Wobec trudności, z którymi się do niego przychodziło, sam zachowywał spokój i starał się wlewać prawdziwy pokój w nasze młode serca i umysły (…). Uczył nas swoją postawą ogromnego pietyzmu do Ojca św., pasterzy Kościoła i przełożonych zakonnych, a także szacunku wobec każdego współbrata w Zakonie, nawet gdy słabości ludzkie były aż nadto widoczne. Dobroć jego uzewnętrzniała się także we wszelkich kontaktach z ludźmi świeckimi, których spotykaliśmy czy to w czasie naszych przechadzek, czy na wielkich rekreacjach. Podejście do ludzi miał proste, serdeczne i pełne szacunku, może niekiedy trochę lękliwe. We wszelkich trudnościach zalecał usilną modlitwę i wzbudzał nadzieję, że przecież Pan Bóg sprawom jakoś zaradzi. Jego ufność w siłę modlitwy była nadzwyczajna.

Był opiekunem bractwa Praskiego Dzieciątka Jezus w Wadowicach przez półtora roku (do czerwca 1948), a potem przez trzy lata kierował bractwem w klasztorze krakowskim.

### U schyłku życia
W ostatnim okresie swojego życia (od 1981) pracował w klasztorze wadowickim. Od 1984, kiedy miejscowy klasztor objął kapelanię szpitala, zaczął systematycznie odwiedzać chorych w tym szpitalu. Ponadto odwiedzał obłożnie chorych w domach, zwłaszcza w pierwsze piątki, służył im spowiedzią i Komunią świętą. Codziennie spowiadał w kościele klasztornym, pomagał również spowiadać w sąsiednich kościołach parafialnych. Przez wiele lat był spowiednikiem różnych zgromadzeń zakonnych, m.in. karmelitanek w Katowicach i Oświęcimiu oraz karmelitanek Dzieciątka Jezus w Imielinie. Był czcicielem swojego współbrata Rafała Kalinowskiego OCD, późniejszego świętego. 17 listopada 1991 wziął udział w jego kanonizacji w Rzymie, będąc opiekunem jednej z grup pielgrzymów z Wadowic, spotykając się m.in. z papieżem Janem Pawłem II, późniejszym świętym.
Do furty klasztornej przychodzili do niego bardzo liczni interesanci, czekając nieraz w kolejce. Do ostatnich chwil żywo interesował się życiem Kościoła i Zakonu, włączył się w życie prowincji i swego klasztoru. 28 stycznia 1999 gorączka i słabość zmusiły go do położenia się w łóżku. W dzień wspomnienia NMP z Lourdes, 11 lutego, który jest równocześnie Światowym Dniem Chorego, poprosił o sakrament namaszenia chorych. Następnego dnia, przed godziną 20:00 nagle poczuł się gorzej, co było powodem wezwania karetki pogotowia. Przybyły lekarz stwierdził bezgorączkowe zapalenie płuc i inne zestarzałe choroby, po czym przewieziono go do szpitala. 26 lutego odwiedził go o. Kamil Maccise OCD, przełożony generalny Zakonu, który w tym dniu wizytował klasztor w Wadowicach. Niedługo potem poprosił o. Stanisława Bielata, kapelana szpitala, jeszcze raz o sakrament namaszenia chorych. Około godziny 22:00 stracił przytomność. Zmarł przed godziną 3:00, następnego dnia 26 lutego. Pogrzeb odbył się 4 marca z udziałem generała zakonu o. Kamila Maccisy OCD. Został pochowany początkowo w kwaterze karmelitańskiej na cmentarzu parafialnym w Wadowicach. 1 marca 2019 dokonano ekshumacji, rekognicji i translacji jego doczesnych szczątków przez piętnastoosobową komisję ekshumacyjną, które złożono do miedzianej, pokrytej dębowym drewnem trumnie, przenosząc ją do specjalnego, drewnianego sarkofagu w sanktuarium św. Józefa w Wadowicach.

## Publikacje
- Stanisław Warzecha (red. Benedykt Belgrau): Pisma. Tomice: Wydawnictwo Scal-Bis, 2014. ISBN 978-83-933645-7-2. OCLC 907389944. Brak numerów stron w książce

## Proces beatyfikacji
Z inicjatywy Krakowskiej Prowincji Karmelitów Bosych 5 kwietnia 2008 powstała inicjatywa wyniesienia o. Rudolfa Warzechę OCD na ołtarze. Na rozpoczęcie jego procesu beatyfikacyjnego wyraziło zgodę 5 maja 2008 Definitorium Generalne zakonu Karmelitów Bosych w Rzymie. Pozytywną opinię w tej sprawie wydała 5 lipca 2008 pismem (nr SEP-6.3-61) Konferencja Episkopatu Polski, a 18 października 2008 także Stolica Apostolska, wydając tzw. Nihil obstat. Ponadto dzięki edyktowi arcybiskupa krakowskiego kard. Stanisława Dziwisza do wiernych, zgromadzono pełną dokumentację dla Komisji Historycznej tego procesu.
11 stycznia 2011 w kaplicy arcybiskupów krakowskich przy ul. Franciszkańskiej 3 nastąpiło rozpoczęcie przez kard. Stanisława Dziwisza jego procesu beatyfikacyjnego. Odtąd przysługuje mu tytuł Sługi Bożego. Powołano trybunał kościelny do przesłuchiwania świadków jego życia i świętości, w następującym składzie: 
- ks. dr Andrzej Scąber – delegat biskupa;
- o. mgr-lic. Marian Szczecina CRL – promotor sprawiedliwości;
- ks. Krzysztof Tekieli – notariusz.

Postulatorem diecezjalnym procesu został jego wychowanek i współbrat zakonny, o. dr Szczepan Tadeusz Praśkiewicz OCD, natomiast postulatorem generalnym o. Ildefonso Moriones OCD, a następnie o. Romano Gambalunga OCD. Warto dodać, że 26 lipca 2016 zeznawał przed trybunałem ordynariusz diecezji bielsko-żywieckiej, bp Roman Pindel, który go osobiście znał od swojego dzieciństwa.
11 czerwca 2017 pod przewodnictwem abp. Marka Jędraszewskiego w sanktuarium św. Józefa w Wadowicach, w uroczystej sesji zakończono proces beatyfikacyjny na szczeblu diecezjalnym, po czym akta zostały przekazane do rzymskiej Kongregacji Spraw Kanonizacyjnych celem dalszego postępowania. 18 maja 2018 Stolica Apostolska po zapoznaniu się z aktami procesowymi wydała dekret o ważności postępowania diecezjalnego.

## Upamiętnienie
- W maju 2009 powstało Stowarzyszenie Przyjaciół Ojca Rudolfa Warzechy OCD z siedzibą w Wadowicach, które propaguje sławę świętości swego patrona[15][19]. Wiceprezesem Stowarzyszenia została Stanisława Warzecha, spokrewniona z o. Rudolfem[19]. Stowarzyszenie stara się przybliżać postać swojego patrona: gromadzi dokumenty, świadectwa, listy, fotografie, organizuje spotkania modlitewne w rocznicę jego urodzin, święceń kapłańskich i śmierci[19].

- Zorganizowano sesję z naukowymi referatami, przedłożono o nim rozprawy magisterskie na niektórych uczelniach, opublikowano foldery, pocztówki i obrazki. Ponadto ukazały się trzy książki autorstwa o. dr. hab. Honorata Czesława Gila OCD z wadowickiego klasztoru karmelitów[15]: 
  - Ojciec Rudolf. Kapłan z otwartymi oczami. Kraków 2000,
  - Jestem kapłanem dla was. O. Rudolf Warzecha w oczach świadków. Kraków 2005,
  - O. Rudolf Warzecha, 1919-1999. Wadowice 2010.
- 4 czerwca 2008 kard. Stanisław Dziwisz udzielił imprimatur dla ułożonej Modlitwy o beatyfikację karmelitańskich kandydatów do chwały ołtarzy, w tym m.in. o. Rudolfa Warzechy[9].
- W kaplicy, po lewej stronie ołtarza głównego sanktuarium św. Józefa w Wadowicach utworzono minimuzeum poświęcone o. Rudolfowi[19]. Można w nim zobaczyć pamiątki, przedmioty codziennego użytku, eksponaty z życia zakonnika[19].
- 6 grudnia 2015 na ścianie przy chrzcielnicy kościoła parafialnego św. Katarzyny w Spytkowicach została odsłonięta i poświęcona tablica upamiętniająca sakrament chrztu o. Rudolfa[2].
- Bratanek o. Rudolfa, ks. Wojciech Warzecha jest proboszczem parafii św. Andrzeja Boboli w Węgrzcach k. Krakowa[20][21].